# Championnat d'Anguilla de football 2014-2015
Navigation
Édition suivante
La saison 2014-2015 du Championnat d'Anguilla de football est la seizième édition de la AFA Senior Male League, le championnat de première division à Anguilla. Les sept meilleures équipes de l'île sont regroupées au sein d’une poule unique.
Les Roaring Lions sont le tenant du titre. Kicks United remporte son quatrième championnat, en terminant premier, à égalité avec les Roaring Lions, tenant du titre, et l'Attackers FC, les équipes se départageant seulement à la différence de buts. Kicks United remporte aussi toutes les coupes lors de cette saison.

## Les équipes participantes
| \| The Valley : ALHCS Spartan Attackers FC Diamond FC Kicks United The Valley Roaring Lions Doc's United Salsa Ballers \| Localisation des équipes engagées. |
| The Valley : ALHCS Spartan Attackers FC Diamond FC Kicks United The Valley Roaring Lions Doc's United Salsa Ballers                                          |

| Club          | Ville         | Stade               |
| ------------- | ------------- | ------------------- |
| ALHCS Spartan | The Valley    | JRW Park            |
| Attackers FC  | The Valley    | Ronald Webster Park |
| Diamond FC    | The Valley    | JRW Park            |
| Doc's United  | George Hill   | Ronald Webster Park |
| Kicks United  | The Valley    | Ronald Webster Park |
| Roaring Lions | Stoney Ground | Ronald Webster Park |
| Salsa Ballers | George Hill   |                     |

Légende des couleurs
- Champion en 2013-2014
- Nouvelle équipe

## Compétition
Le barème utilisé pour établir le classement est le suivant :
- Victoire : 3 points
- Match nul : 1 point
- Défaite : 0 point

### Classement
Cette saison, seule la différence de buts permet de départager les trois premières équipes au classement.
| Rang | Équipe          | Pts | J  | G | N | P  | Bp | Bc | Diff |
| ---- | --------------- | --- | -- | - | - | -- | -- | -- | ---- |
| 1    | Kicks United    | 27  | 12 | 8 | 3 | 1  | 41 | 7  | +34  |
| 2    | Roaring Lions T | 27  | 12 | 8 | 3 | 1  | 41 | 10 | +31  |
| 3    | Attackers FC    | 27  | 12 | 8 | 3 | 1  | 28 | 8  | +20  |
| 4    | Salsa Ballers   | 19  | 12 | 6 | 1 | 5  | 28 | 18 | +10  |
| 5    | ALHCS Spartan   | 9   | 12 | 3 | 0 | 9  | 12 | 30 | -18  |
| 6    | Diamond FC P    | 6   | 12 | 2 | 0 | 10 | 13 | 34 | -21  |
| 7    | Doc's United    | 6   | 12 | 2 | 0 | 10 | 5  | 61 | -56  |

|  | Champion                                |
|  | T : Tenant du titre P : Nouvelle équipe |

## Bilan de la saison
| Championnat d'Anguilla de football 2014-2015 |                         |
| Champion                                     | Kicks United (4e titre) |
| Dauphin                                      | Roaring Lions           |
| Coupes et trophées                           |                         |
| Vainqueur de la Coupe d'Anguilla 2014-2015   | Kicks United            |
| Qualifications continentales                 |                         |
| CFU Club Championship 2016                   | Aucun inscrit           |